# جوليو سانسيفيرينو
جوليو سانسيفيرينو (بالإيطالية: Giulio Sanseverino)‏ هو لاعب كرة قدم إيطالي في مركز الوسط، ولد في 10 فبراير 1994 في باليرمو في إيطاليا. شارك مع منتخب إيطاليا تحت 18 سنة لكرة القدم ومنتخب إيطاليا تحت 19 سنة لكرة القدم. أما مع النوادي، فقد لعب مع نادي باليرمو ونادي بيروجيا ونادي بيزا.

## وصلات خارجية
- جوليو سانسيفيرينو على موقع قاعدة بيانات كرة القدم.إي يو (الإنجليزية)
- جوليو سانسيفيرينو على موقع Soccerway.com (الإنجليزية)
- جوليو سانسيفيرينو على موقع عالم كرة القدم.نت (الإنجليزية)
- جوليو سانسيفيرينو على موقع AS.com (الإسبانية)